# ニンジンチップス
ニンジンチップスは、ニンジンを油で揚げた、または乾物にした食品である。業者の中には、袋に入れて薄切りにしたニンジンをニンジンチップスと呼称するものもある。油で揚げたニンジンチップスは、特にフライドポテトの形状を呈する場合、しばしばニンジンフライと呼称され、油分は35〜40％である。
ニンジンチップスは、類似点を多く持つポテトチップスの健康的な代替品と見なされている。
実際、ニンジンチップスは一部の発展途上国では非常に重要な食品となり得る。ネブラスカ大学の科学者であるアーマッド・スレイマンとジュディー・ドリスケルは、貧しい環境で育っている子供たちのビタミン欠乏症を改善するのにニンジンチップスが有効であるとの観点から、ニンジンチップスのレシピ開発に取り組んでいる。